# 2020年夏季オリンピックの開催地選考
2020年夏季オリンピックの開催地選考（2020ねんかきオリンピックのかいさいちせんこう）では、2020年夏季オリンピックの開催都市が選考されるまでの経緯について記述する。
2020年夏季オリンピックには6都市が立候補した。2011年9月1日に立候補の申請が締め切られ、翌2日に国際オリンピック委員会 (IOC) が、アゼルバイジャンのバクー、カタールのドーハ、トルコのイスタンブール、スペインのマドリード、イタリアのローマ、日本の東京の6都市から正式に立候補の申請を受理したと発表した。2012年5月23日にIOC理事会において1次選考が行われ、イスタンブール、東京、マドリードの3都市が正式立候補都市に選出された。この3都市の中から、2013年9月7日にブエノスアイレスで開かれた第125次IOC総会において開催都市が東京都に決定した。

## 選考過程
オリンピック開催地の選考方法は1999年に改定され、2段階の構成で行われている。これはオリンピック憲章第5章34則で定められている方法である。
第1段階 申請都市【立候補申請 - 1次選考】
- 開催を希望する都市は、国内のオリンピック委員会 (NOC) を通じて IOC に立候補を申請する
- 立候補を申請した都市は「申請都市」(APPLICANT CITY) として、開催計画の概要を記した「申請ファイル」を IOC に提出する
- IOC の作業部会が申請ファイルを精査し、各都市を項目ごとに点数で評価する
- IOC の理事会において1次選考が行われ、作業部会の評価を基に開催能力のある都市を絞り込み、正式な立候補都市に選出する

第2段階 立候補都市【1次選考 - 開催地決定】
- 1次選考を通過した都市は「立候補都市」(CANDIDATE CITY) として、開催計画の詳細を記した「立候補ファイル」を IOC に提出する
- IOC が評価委員会を組織し、各都市の現地視察を行う
- 評価委員会が現地視察の結果を基に、各都市の長所と課題を併記した「評価報告書」を作成し、公表する
- 大会開催7年前に行われるIOC総会にて、IOC委員による投票が行われ開催地が決定する。

### 立候補申請-1次選考
2011年5月16日、IOC が2020年夏季オリンピック開催地の選考スケジュールを発表し、立候補の申請手続きを開始した。2020年大会の開催地選考から、新たに世界アンチ・ドーピング機関規定への準拠とスポーツ仲裁裁判所の司法権の事前調査のため、立候補を希望する都市は7月29日までに IOC に文書を提出することが義務化された。そして9月1日に立候補の申請が締め切られ、翌2日に IOC がバクー、ドーハ、イスタンブール、マドリード、ローマ、東京の6都市から申請を正式に受理したと発表した。立候補すれば有力候補になるだろうと注目されていた南アフリカ国内の都市は最後まで候補都市を選出しようとしていたが、最終的に断念した。その後、11月3日-11月4日に行われた申請都市への説明会を経て、2012年2月15日に開催計画の概要を記した申請ファイルの提出期限が締め切られ、イスタンブール、東京、バクー、ドーハ、マドリードの5都市が提出したと IOC が発表した。同じく立候補していたローマは、ユーロ危機によるイタリアの財政悪化からの脱却を進めるマリオ・モンティ首相がローマの招致計画を支持しないことを決定し、2月14日にローマは立候補を取り下げた。これにより、2020年夏季オリンピックの招致レースは5都市による戦いとなった。4月14日、モスクワで開かれた各国オリンピック委員会連合 (ANOC) の総会で申請都市による初のプレゼンテーションが行われ、各都市が招致計画や理念などを説明した。
5月23日、カナダのケベック・シティーで開かれたIOC理事会で1次選考が行われ、開催能力があると認められた都市が正式立候補都市に選出された。1次選考は、IOC のワーキンググループが作成した各都市の評価報告書を基に行った。評価報告書では、14項目（「競技会場・会場配置」、「選手村」、「国際放送センター (IBC)・メインプレスセンター (MPC)」、「過去の国際大会開催実績」、「環境・気象」、「宿泊施設」、「交通・輸送計画」、「医療・ドーピング対策」、「治安・警備計画」、「通信」、「エネルギー」、「通関・入国管理」、「政府・世論の支持」、「財政・マーケティング」）ごとに各都市に考えられる最低点と最高点を表記し、最後に各都市のメリットとデメリットを併記した総合的な評価を加えている。また、1次選考を行う理事会に対し、正式立候補都市に選出するに値するかについても表記している。これまでの大会の選考過程では、11項目ごとにそれぞれ最低点と最高点を表記し、総合平均点で1次選考を行っていたが、今大会の選考過程からは項目を14項目に増やし、総合平均点は出さずに口頭での評価を行い、IOC によって行われた世論調査の結果も記載された。

#### 申請都市の評価を行ったIOCワーキンググループ
| 国                   | メンバー                 | 役職                                      |
| -------------------- | ------------------------ | ----------------------------------------- |
| ニュージーランドの旗 | バーバラ・ケンドール     | IOC委員                                   |
| エルサルバドルの旗   | エドアード・パロモ       | エルサルバドルオリンピック委員会会長      |
| イギリスの旗         | アンドリュー・ライアン   | 夏季オリンピック競技連盟連合(ASOIF)局長   |
| スイスの旗           | フィリップ・ボビ         | IOC交通アドバイザー                       |
| カナダの旗           | ジョン・マクラグリン     | IOC財政アドバイザー                       |
| アメリカ合衆国の旗   | グラント・トーマス       | IOC交通アドバイザー・インフラアドバイザー |
| スイスの旗           | ジルベール・フェリ       | IOCオリンピック統括部長                   |
| スイスの旗           | パトリック・スキャマスク | IOC医療アドバイザー                       |
| フランスの旗         | ジーン・ギャウザー       | IOC技術アドバイザー                       |
| スイスの旗           | クリストフ・デュビ       | IOCスポーツ局長                           |
| イギリスの旗         | ジャクリーン・バレット   | IOC立候補都市担当部長                     |
| イタリアの旗         | トシオ・ツルナガ         | IOCプログラム部長・NOC担当                |

#### 1次選考を行ったIOC理事会
| 国                   | 委員                       | 役職                   |
| -------------------- | -------------------------- | ---------------------- |
| ベルギーの旗         | ジャック・ロゲ             | 会長                   |
| 中華人民共和国の旗   | ウ・ツァイチン             | 副会長                 |
| イタリアの旗         | マリオ・ペスカンテ         | 副会長                 |
| シンガポールの旗     | セルミャン・ウン           | 副会長                 |
| ドイツの旗           | トーマス・バッハ           | 副会長                 |
| プエルトリコの旗     | リチャード・キャリオン     | 理事                   |
| モロッコの旗         | ナワル・エル・ムータワキル | 理事                   |
| オーストラリアの旗   | ジョン・コーツ             | 理事                   |
| スイスの旗           | ルネ・ファゼル             | 理事                   |
| スウェーデンの旗     | グニラ・リンドベリ         | 理事                   |
| スイスの旗           | デニス・オズワルド         | 理事                   |
| 南アフリカ共和国の旗 | サム・ラムサミー           | 理事                   |
| イギリスの旗         | クレイグ・リーディー       | 理事                   |
| メキシコの旗         | マリオ・バスケス・ラーニャ | 理事                   |
| ナミビアの旗         | フランク・フレデリクス     | 理事・選手委員会委員長 |

#### IOCワーキンググループによる申請都市の評価
項目ごとの評価点
| 10点満点 | 5都市中最高点 | 5都市中最低点 |

| 項目                                             | マドリード | マドリード | イスタンブール | イスタンブール | 東京   | 東京   | バクー | バクー | ドーハ | ドーハ |
| 項目                                             | 最低点     | 最高点     | 最低点         | 最高点         | 最低点 | 最高点 | 最低点 | 最高点 | 最低点 | 最高点 |
| ------------------------------------------------ | ---------- | ---------- | -------------- | -------------- | ------ | ------ | ------ | ------ | ------ | ------ |
| 競技会場・会場配置計画                           | 8          | 9          | 6              | 8              | 7      | 9      | 4      | 7      | 5      | 8.5    |
| 選手村                                           | 7          | 9          | 6              | 8              | 8      | 9      | 5      | 8      | 7      | 9.5    |
| 国際放送センター(IBC)・メインプレスセンター(MPC) | 6          | 9          | 6              | 8              | 8      | 9      | 4      | 6      | 7      | 9      |
| 過去の国際大会開催実績                           | 7.5        | 8.5        | 5.5            | 7              | 7      | 8      | 3.5    | 5.5    | 5      | 7.5    |
| 環境・気象                                       | 7.5        | 9          | 5              | 7              | 5.5    | 8      | 4      | 7      | 4      | 6      |
| 宿泊施設                                         | 8          | 9          | 6              | 8              | 9      | 10     | 3      | 5      | 5      | 8      |
| 交通・輸送計画                                   | 8          | 9          | 5              | 7              | 8      | 9      | 4      | 7      | 6      | 8      |
| 医療・ドーピング対策                             | 8          | 9          | 7              | 8              | 8      | 9      | 5      | 7      | 8      | 9      |
| 治安・警備計画                                   | 7          | 8          | 6              | 7              | 7      | 9      | 4      | 6      | 6      | 7      |
| 通信                                             | 9          | 9          | 6              | 8              | 9      | 9      | 5      | 7      | 7      | 8      |
| エネルギー                                       | 8          | 9          | 6              | 8              | 5      | 8      | 4      | 5.5    | 7      | 9      |
| 通関・入国管理                                   | 7          | 9          | 7              | 9              | 7      | 9      | 6      | 7      | 6      | 7      |
| 政府支援・世論の支持                             | 7          | 9          | 8              | 9              | 6      | 9      | 7      | 9      | 8      | 9      |
| 財政・マーケティング                             | 5          | 8          | 6              | 8              | 7      | 8      | 4      | 6      | 8      | 9      |

総合評価と世論調査
| 都市           | 総合評価                   | 1次選考での選出    | 長所 | 課題 | 世論調査 (IOC調査)                         |
| -------------- | -------------------------- | ------------------ | --- | --- | ------------------------------------------ |
| マドリード     | 質が高い                   | 選出を推薦         | ・2012年や2016年時よりも改善された計画 ・コンパクトな会場計画 ・多くの会場が既存会場 ・政府による強固な支援 ・国民および市民の高い支持率 | ・財政悪化の下での会場建設 ・経済不安の下での提供スポンサーの難航                                                                    | ・賛成:78% ・反対:16% ・どちらでもない:5%  |
| イスタンブール | 課題はあるが潜在能力がある | 選出を推薦         | ・欧州とアジアにまたがって競技を行う計画 ・トルコ経済の高成長 ・政府による強固な支援 ・国民および市民の高い支持率                        | ・選手村から離れた会場配置 ・新設会場の建設費 ・交通などのインフラ未整備 ・同年のサッカー欧州選手権に立候補                          | ・賛成:73% ・反対:3% ・どちらでもない:25%  |
| 東京           | 非常に質が高い             | 選出を推薦         | ・2016年時よりも改善された計画 ・コンパクトな会場計画 ・強固な都市基盤 ・政府による強固な支援 ・約45億ドル(約4000億円)の開催準備金       | ・原発事故による夏季のピーク時における電力不足 ・国民および都民の低い支持率                                                          | ・賛成:47% ・反対:23% ・どちらでもない:30% |
| バクー         | 多くの深刻な課題がある     | 選出に値しない     | ・政府による強固な支援 ・国民および市民の高い支持率                                                                                      | ・宿泊施設の不足 ・新設会場の建設費 ・交通などのインフラ未整備 ・国際大会の開催実績の乏しさ                                          | ・賛成:90% ・反対:3% ・どちらでもない:7%   |
| ドーハ         | 熟慮すべき課題がある       | 選出には熟慮が必要 | ・コンパクトな会場計画 ・政府による強固な支援 ・国民および市民の高い支持率                                                               | ・10月開催による観客やテレビ視聴者数の低下 ・狭い国土での2年後のサッカーW杯開催 ・大会予算の多さ ・インフラの未整備 ・劣悪な気象条件 | ・賛成:72% ・反対:4% ・どちらでもない:24%  |

IOC理事会で以上の報告書を基に1次選考を行い、評価の高かったイスタンブール、東京、マドリードが正式立候補都市に選出された。立候補都市が3都市になったのは、現行の過程方式が採用された2004年大会以来で最も少ない都市での争いとなった。ドーハは1次選考の通過が有力視されていたが、10月開催によって観客の減少やテレビ視聴者の低下などによる運営面への影響、気象条件の悪さ、狭い国土に対し2022 FIFAワールドカップを開催することでの財政的リスクといった課題を指摘され、2016年の時と同様に1次選考で落選した。バクーについては、インフラ面での課題や競技施設の建設費、国際大会の開催経験の乏しさを指摘され、ドーハと同様に2大会連続で1次選考において落選した。

### 1次選考-開催地決定
1次選考を通過した3都市は、オブザーバーとして2012年に開幕するロンドンオリンピックおよびロンドンパラリンピックを視察し、現地でPR活動を行った。2012年9月6日、IOC は立候補都市を現地視察する評価委員会のメンバーと視察の日程を発表し、委員長には IOC のクレイグ・リーディー副会長が就任した。

#### 評価委員会のメンバー
| 国                 | 委員                           | 役職                                          |
| ------------------ | ------------------------------ | --------------------------------------------- |
| イギリスの旗       | クレイグ・リーディー（委員長） | IOC副会長                                     |
| フランスの旗       | ギー・ドルー                   | IOC委員                                       |
| ナミビアの旗       | フランク・フレデリクス         | IOC委員                                       |
| タイ王国の旗       | ナット・インドラパナ           | IOC委員                                       |
| ドイツの旗         | クラウディア・ボケル           | IOC委員およびIOC選手委員会委員長              |
| エルサルバドルの旗 | エドアード・パロモ             | エルサルバドルオリンピック委員会会長          |
| スイスの旗         | パトリック・バウマン           | IOC委員および国際バスケットボール連盟事務総長 |
| ブラジルの旗       | アンドリュー・パーソンズ       | 国際パラリンピック委員会委員                  |
| スイスの旗         | ジルベール・フェリ             | IOCオリンピック統括部長                       |
| イギリスの旗       | ジャクリーン・バレット         | IOC立候補都市担当部長                         |

#### 現地視察の日程
- 東京 - 3月4日-3月7日
- マドリード - 3月18日-3月21日
- イスタンブール - 3月24日-3月27日

その後、3都市は2013年1月7日までに詳細な開催計画を記した立候補ファイルを IOC に提出し、翌8日からは国際的なPR活動が解禁され招致活動が本格的にスタートした。3月には IOC の評価委員会が4日間の日程で立候補都市を上記の順に視察を行った。

#### 評価報告書
評価委員会は現地視察の結果を基に、各都市の長所と課題を併記した評価報告書を6月25日に公表した。報告書は公平性を保つため、各都市の優劣を直接示す文言は盛り込まれておらず、財政や会場計画、環境、治安などの項目ごとに各都市の長所やリスクを記している。また、報告書はIOC委員全員に配布され、投票時の重要な参考資料となる。
| 都市           | 評価点 | 懸念点 | 世論調査 (IOC調査) |
| -------------- | --- | --- | ------------------ |
| マドリード     | 非常にコンパクトで移動時間が少ない 健全な安全性 国による強固な支援                                                                                                | 厳しい経済情勢によるスポンサーの難航 公的資金の追加準備に不安 既存施設の一部は大幅な改修が必要                                                       | 賛成 76% 反対 20%  |
| イスタンブール | トルコ経済の急速な成長 国による強固な支援 国民および市民からの高い支持                                                                                            | 必要な会場建設が大規模な範囲で残っている 隣国シリアでの内戦および難民の流入 2大陸にまたがる計画により移動時間が長くなる 交通渋滞の起きる可能性が高い | 賛成 83% 反対 3%   |
| 東京           | コンパクトで移動時間が少ない 約4000億円の基金をはじめとする強固な財政基盤 非常によく練られた安全性 宿泊施設の多さ 世界で最も優れた交通システム 国による強固な支援 | ホテルの値段の高さ 射撃とゴルフ会場は移動時間が比較的長い                                                                                            | 賛成 70% 反対 16%  |

そして2013年7月3日にはスイスのローザンヌにあるボーリュ劇場において、IOC委員を前にして立候補都市によるプレゼンテーションが行われた。

#### 開催地決定
開催地を決める投票は、2013年9月7日、アルゼンチンの首都ブエノスアイレスで開かれる第125次IOC総会において行われた。まず、立候補都市によるプレゼンテーションがイスタンブール、東京、マドリードの順に行われ、イスタンブールからはエルドアン首相、東京からは憲仁親王妃久子や安倍首相、マドリードからはフェリペ皇太子夫妻らが登壇した。その後IOC委員による投票が行われ、1回目の投票で東京が42票で首位に立つも過半数には届かなかったため、最も票の少ない都市を脱落させて上位2都市で決選投票を行う予定であったが、イスタンブールとマドリードの票が26票で同数だった為に、まず両都市の間で2回目のタイブレークの投票が行われた。この結果、49票を獲得したイスタンブールが東京との決選投票に進み、マドリードは45票を獲得しながらも4票差で落選した。そして3回目となった決選投票では、60票を獲得して過半数の票を得た東京が36票のイスタンブールを破り（無効票は1票あった）、1964年東京オリンピック以来56年ぶりの夏季オリンピック開催地に選ばれた。また、同一都市での2度目の開催はアジアでは初となる。
| 2020年夏季オリンピック開催地決定投票 — 投票結果                                                                | 2020年夏季オリンピック開催地決定投票 — 投票結果                                                                | 2020年夏季オリンピック開催地決定投票 — 投票結果                       | 2020年夏季オリンピック開催地決定投票 — 投票結果                       | 2020年夏季オリンピック開催地決定投票 — 投票結果                       |
| 都市 | 国 (NOC) | 1回目                                                                 | 2回目                                                                 | 3回目                                                                 |
| --- | --- | --------------------------------------------------------------------- | --------------------------------------------------------------------- | --------------------------------------------------------------------- |
| 東京 | 日本 (JPN) | 42 (44.68%)                                                           | －                                                                    | 60 (62.50%)                                                           |
| イスタンブール                                                                                                 | トルコ (TUR)                                                                                                   | 26 (27.66%)                                                           | 49 (52.13%)                                                           | 36 (37.50%)                                                           |
| マドリード | スペイン (ESP)                                                                                                 | 26 (27.66%)                                                           | 45 (47.87%)                                                           | —                                                                     |
| 第125次IOC総会                                                                                                 | 開票結果 | 1回目                                                                 | 2回目                                                                 | 3回目                                                                 |
| ブエノスアイレス - アルゼンチン                                                                                | 有権者数 | 97                                                                    | 97                                                                    | 100                                                                   |
| ブエノスアイレス - アルゼンチン                                                                                | 投票総数 | 94                                                                    | 94                                                                    | 97                                                                    |
| ブエノスアイレス - アルゼンチン                                                                                | 無効票 | 0                                                                     | 0                                                                     | 1                                                                     |
| ブエノスアイレス - アルゼンチン                                                                                | 有効投票数 | 94                                                                    | 94                                                                    | 96                                                                    |
| 投票権を持たない委員                                                                                           | |                                                                       |                                                                       |                                                                       |
| 立候補都市を抱える国の委員                                                                                     | 立候補都市を抱える国の委員                                                                                     | 他の委員                                                              | 他の委員                                                              | 他の委員                                                              |
| 竹田恒和 · フアン・アントニオ・サマランチ・サリサチス · マリソル・カサド · ホセ・ペルレナ · ウグル・エルデネル | 竹田恒和 · フアン・アントニオ・サマランチ・サリサチス · マリソル・カサド · ホセ・ペルレナ · ウグル・エルデネル | ジャック・ロゲ (会長) · モウニル・サベト (欠席) · サク・コイブ (欠席) | ジャック・ロゲ (会長) · モウニル・サベト (欠席) · サク・コイブ (欠席) | ジャック・ロゲ (会長) · モウニル・サベト (欠席) · サク・コイブ (欠席) |

第125次IOC総会では、2013年9月7日午後5時20分（UTC-3、日本時間8日午前5時20分）、フランシスコ・エリザルデIOC名誉委員がジャック・ロゲIOC会長に開催都市の名称が入った封筒を手渡し、ロゲ会長が次の言葉と共に封筒を開き、東京が開催都市に選ばれたことを初めて発表した。

## 立候補都市の概要

### マドリード
マドリードは2011年6月1日に立候補を表明し、スペインオリンピック委員会のブランコ会長が招致委員会のトップに就任した。2012年2月14日、ユーロ危機で財政難に見舞われていたイタリアのローマが立候補を取り下げたことを受け、同じく財政難に見舞われているスペインに対しても五輪開催の能力に疑問が呈じられたが、マドリードの招致委員会はほとんどの競技施設がすでに建設済みであることから、マドリードの計画に財政的な不安はないとしてこれらの懸念を否定した。マドリードは2012年大会と2016年大会に2大会連続で立候補したが、それぞれ3番目、2番目の票数で敗れている。今回で3大会連続の立候補となったが、今までマドリードへの五輪招致に欠かせない存在だったフアン・アントニオ・サマランチ前IOC会長が2010年に亡くなったため、これまでのように票が集まるかどうかは難しい状況となった。2012年5月の1次選考では交通面や競技施設の項目など10項目で9点の評価を受けるなど、東京と同様に都市基盤で高い評価を受けている。また、政府の支援・国民および市民の支持も高い。今回は「スマート五輪」をテーマに掲げ、36の競技会場中27会場が既存施設であることも計画の目玉であるが、1次選考で発表された報告書ではユーロ危機による財政不安によって、新設する会場の建設費やスポンサーの内定などに影響が出かねないと指摘されており、招致専門サイトなどの評価でも東京やイスタンブールと比べるとやや招致レースでは遅れている。しかしながら、IOC委員の過半数近くをヨーロッパ出身の委員が占めているため、マドリードは一定の票を確保できるのではとの見方もある。マドリードの招致ロゴは公募により決まったが、採用されたロゴの製作者が考案したロゴとは、デザインが大幅に変更されていたことや盗作疑惑も持ち上がり、メディアでも大々的に報じられた。それでも、ロゴの変更は行われていない。

### イスタンブール
2011年7月7日にトルコオリンピック委員会がイスタンブールを国内候補都市に選出し、トルコのエルドアン首相が8月13日に正式に立候補を表明した。イスタンブールはこれまで2000年夏季オリンピック-2012年夏季オリンピックに4大会連続で立候補したが、2000年大会では1回目の投票で最下位（7票）となり落選、2008年大会は2回目の投票で最下位（9票）となって落選している。2004年大会と2012年大会は1次選考で落選している。今回で5度目の挑戦となり、イスタンブールはここ数年、競技会場の建設やインフラの整備が急速に進んだことや、トルコ経済の順調な発展を背景にイスラム圏初の五輪開催を目指している。イスタンブールはこれまでの招致活動で、国際大会の開催経験不足などを指摘されていたが、2010年にバスケットボール世界選手権の決勝戦を開催し、2012年3月には陸上の世界室内選手権の開催に成功し、着々と開催経験を積んでいる。しかし、2012年4月にトルコは2020年のサッカー欧州選手権開催地に立候補した。IOC の規定では、オリンピックの同年に大規模なスポーツイベントを開催することは禁じられているため、IOC のジャック・ロゲ会長は「もしイスタンブールが五輪開催地に選ばれたら、トルコは欧州選手権の開催を辞退しなくてはならない」と述べた。その後、欧州サッカー連盟 (UEFA) のミシェル・プラティニ会長がヨーロッパの多くの国が財政難に陥っている現状を踏まえ、2020年大会を欧州各国での広域開催とする案を提案。2012年12月6日の理事会で広域開催が決定した。一方、トルコや国際サッカー連盟はこの決定に否定的な意見を述べている。また、隣国シリアの内戦が収まらず、大規模な軍事衝突の懸念がある。イスタンブール招致委員会のトップはヤルシン・アクソイが努め、メインスタジアムは2005年にUEFAチャンピオンズリーグ決勝戦の舞台となったアタテュルク・スタジアムとする計画を打ち出している。1次選考ではインフラ面や交通面で指摘を受けたものの、潜在能力があると評価されて正式立候補都市に選出された。また、1次選考の際に発表された IOC の報告書では IOC が行った世論調査で市民の支持が7割を超えており、政府による強固な支援とともに高く評価された。イスタンブールがオリンピックの開催地選考で最終候補まで残ったのは2008年大会の選考以来3度目である。イスタンブールの招致委員会は2013年1月21日、トルコ航空などトルコ国内の7社と総額2千万ドル（約18億円）のスポンサー契約を結んだ 。

### 東京
2011年7月16日に立候補を表明。東京は前回2016年夏季オリンピックに立候補したが、2回目の投票で最下位(20票)となり落選した。2011年3月11日に発生した東日本大震災における全世界からの支援に対する返礼や震災復興、震災時に示されたスポーツの力、1964年東京オリンピック以来56年ぶりの日本開催を掲げ、施設面や財政面で優れている東京で五輪を開催することを目指している。また、震災から復興してきた姿を見せることや、戦後60年以上一貫して平和を貫いてきた日本で五輪を開催することで、世界で起きている災害や紛争で苦しむ人々を勇気づけることも理念に掲げている。
被災地である宮城県の宮城スタジアムでサッカーの予選を開催するほか、三陸沿岸で聖火リレーを行い、事前キャンプを被災地に招致する計画を打ち出している。開閉会式や陸上競技などを行うメインスタジアムは改築予定の国立霞ヶ丘競技場陸上競技場とし、晴海埠頭に建設する選手村を中心とした半径8km以内に8割の会場が収まるコンパクトな会場配置計画となっている。
東京は強固な財政力と良好な治安、インフラ面で前回2016年五輪開催地選考における1次選考では、立候補都市の中で最も高い評価を受けた。今大会の開催地選考でも東京の計画への評価は高く、2012年5月の1次選考でも総合評価のコメントで立候補都市の中で唯一「非常に質が高い」と記述され、正式立候補都市に選出された。同じアジアのドーハが1次選考で脱落したため、前回同様に一定のアジア票は確保できるとの見方が強い。課題として挙げられているのは、IOC の報告書で指摘された夏季のピーク時における電力不足と都民の低い支持率である。招致委員会理事長に日本オリンピック委員会 (JOC) の竹田恒和会長、CEO にJOCの水野正人副会長、後援的組織である評議会会長を石原慎太郎東京都知事が務め、委員の中には五輪招致に賛同している被災3県の知事も名を連ねていたが2012年10月に石原氏が都知事を辞任し、その後東京都知事選挙で当選を果たした猪瀬直樹副知事が後任の会長に就任した。招致ロゴは友好の印として世界中に送られてきた桜を使用して「再び戻る」を意味するリースを模り、震災からの復興や経済の復活、半世紀ぶりの夏季五輪開催をイメージしている。

## 立候補都市の比較
| 項目                             | マドリード                                     | イスタンブール       | 東京                      |
| -------------------------------- | ---------------------------------------------- | -------------------- | ------------------------- |
| 人口                             | 325万人 (2007年)                               | 1,137万人 (2007年)   | 1,319万人 (2012年)        |
| 人口密度                         | 5,374人/km                                     | 6,211人/km           | 6,030人/km                |
| 経済規模(GDP,単位:10億ドル)      | 230                                            | 133                  | 1,092.3 (85兆2016億円)    |
| 開催期間                         | 8月7日-8月23日                                 | 8月7日-8月23日       | 7月24日-8月9日            |
| 開催期間中の平均気温             | 24-32 °C                                       | 24-29 °C             | 26-29 °C                  |
| 大会期間中の平均湿度             | 18%-37%                                        | 49%-72%              | 60%-73%                   |
| 既存会場                         | 22                                             | 6                    | 13                        |
| 改修                             | 4                                              | 5                    | 2                         |
| 計画                             | 1                                              | 10                   | 2                         |
| 新設                             | 6                                              | 10                   | 9                         |
| 仮設                             | 3                                              | 5                    | 9                         |
| 選手村(宿泊能力/敷地面積)        | 17,800人/46ha                                  | 17,500人/75ha        | 17,000人/44ha             |
| IBC・MPCフロア面積               | 170,000m2                                      | 135,000m2            | 145,000m2                 |
| 宿泊施設(市の中心部から10km圏内) | 36,000室                                       | 34,000室             | 80,000室                  |
| 主要空港                         | アドルフォ・スアレス・マドリード＝バラハス空港 | アタテュルク国際空港 | 成田国際空港 東京国際空港 |

## その他の都市

### 1次選考で落選した都市
バクー
バクーは2011年9月1日に立候補を表明し、バクー招致委員会のトップにアゼルバイジャンの副首相であるヤガブ・イユボフ氏が就任した。バクーは前回2016年夏季オリンピックにも立候補したが、1次選考で立候補都市の中で最も低い評価となり落選した。その後2020年夏季オリンピック開催地に立候補するべく、政府をはじめとする強力な国家プロジェクトにより、前回立候補時に掲げていた会場の建設を開始した。水泳場などを含む複合競技施設やメインスタジアムに予定しているオリンピックスタジアムも建設を開始。2011年10月20日にはロシアオリンピック委員会の支持を取り付け、また、ソチや平昌などの招致成功に携わったコンサルタント会社とも契約するなど、緻密な招致活動を行った。バクーの招致ロゴは2020の数字を組み合わせ、アゼルバイジャンの輸出品であるカーペットをイメージした図である。"Together We Can" をスローガンにバクーは招致機運の盛り上げを国家を挙げて行い、アゼルバイジャンのイルハム・アリイェフ大統領は2012年をスポーツの年と位置づけ、オリンピックムーブメントの促進を図った。そうした効果もあり、同国内の五輪招致に関する支持率は95%に達し、立候補している都市の中で最も高い支持率となっていた。2007年にはレスリング世界選手権を開催し、2012年にはU-17 FIFA女子ワールドカップの開催国となり、国際大会の開催も着々と経験を積んできていたが、今回の1次選考でもインフラ基盤の軟弱さを指摘され、ドーハとともに1次選考で落選した。
ドーハ
ドーハは2011年8月26日、カタールオリンピック委員会のシャイフ・タミーム・ビン・ハマド・アール＝サーニー会長が正式に立候補を表明した。ドーハは2016年夏季オリンピックにも立候補していたが、夏季の45°Cを超える酷暑を避けるために設定した10月開催が IOC の規定に反していることから、1次選考で落選した。今回もドーハは10月開催を計画し、立候補前に IOC と協議を行った。その結果、IOC は選手の安全を第1に考えることを条件に10月開催の計画を承認し、カタールは正式に立候補を行った。開会式と閉会式は2022年開催のFIFAワールドカップで使用するルサイル・イコニクスタジアムで行い、陸上競技を既存のハリーファスタジアムで行う計画を打ち出していた。ドーハは、2006年にアジア大会を開催したほか、カタールは2011年にAFCアジアカップやパン・アラブゲームズを開催するなど国際大会の招致に積極的で、2022年のワールドカップ開催を含め、これらの計画は2030年に設定されているカタールの国家ビジョン建設を目標に行われていた。また、いわゆるオイルマネーによる豊富な資金力があり、落選した2016年夏季オリンピック開催地の1次選考の評価で、財政面では立候補都市の中では最も高い評価を得たが、今回2020年大会の1次選考でも再び10月開催に懸念が集中し、前回に引き続いて1次選考で落選した。

### 立候補後に断念した都市
ローマ
2010年5月19日に立候補を表明。国内候補都市選定でベニスを破って選ばれた。2004年夏季オリンピックに立候補したが、アテネとの決選投票で敗れた。1960年ローマオリンピック以来、60年ぶりの夏季五輪開催を目指してIOCに立候補を申請したが、2012年2月14日に欧州危機による財政難からの再建を進めているマリオ・モンティ首相が招致計画を支持しないことを表明し、事実上ローマが立候補を取り消すこととなった。

### 立候補の意欲を示していた都市
以下の都市は、立候補を表明あるいは立候補を検討したものの、IOCへ正式な立候補の申請には至らなかった都市である。
- 広島 - 当初は長崎市と共に広島・長崎オリンピック構想を打ち出したが、オリンピック憲章違反であることから長崎市が辞退し、広島市が単独でヒロシマ・オリンピック構想を進めたものの、2011年に行われた広島市長選挙で招致反対派の候補が当選し、断念した。[3]
- 釜山 - 2018年冬季オリンピック開催地に同国の平昌が決まったことを受け、計画は白紙となった[4]。
- ドバイ[5]
- ブリスベン、パース
- オークランド
- カイロ
- ラバト[6]、カサブランカ
- ダーバン[7][8][9]、ヨハネスブルグ[9]、ポートエリザベス[9]、ケープタウン - 2010 FIFAワールドカップの開催成功により、ジェイコブ・ズマ大統領が招致に意欲を見せた。開催地としてダーバン・ケープタウン・ヨハネスブルグの3都市が取り沙汰されていた[10][11]。当初はダーバンのみ立候補したが、その後ケープタウンとヨハネスブルグが関心を示したため、ダーバンと協議し、ダーバン以外の都市からの受け付けを2010年10月末を締め切りに再開[12]。2011年4月に南アフリカオリンピック委員会のサム会長がダーバン・ヨハネスブルグ・ポートエリザベスの3都市が興味を示したことを明らかにした。ケープタウンについては、財政問題などを理由に招致を断念した[9]。しかしその後、5月26日にサム会長が政府の支持が得られなかったため五輪招致を断念すると表明したが[13]、7月4日にサム会長が五輪招致について政府が方針を撤回し、立候補を再検討する可能性を明らかにした[14]。結局、8月17日になり立候補断念が決定した[15]。
- トロント - 2012年に当地で開催が予定されているグレイ・カップの開催責任者であり、カナダのトップアマチュアスポーツ選手トレーニングセンターの所長でもある元ラクロス選手のクリス・ラッジが、2015年に当地で開催が決定しているパンアメリカン競技大会で得られる運営ノウハウや新設施設を活用しての開催を提言していた[16]。
- モンテレイ
- セントポール、デンバー、バーミンガム、ボストン、ラスベガス - 2016年夏季オリンピックの開催地選考でのシカゴの敗北を受け、アメリカオリンピック委員会 (USOC) は2020年夏季オリンピックには国内の都市の立候補を受け付けないことを発表した。IOC への立候補申請期限の直前になってラスベガスの市民団体が立候補を求めたが、USOCに拒絶された。
- リマ - 2020年あるいは2024年大会への立候補構想があった[17]。
- ブルッヘ
- コペンハーゲン
- ハンブルク
- ブダペスト[18]
- パレルモ[19]（国内候補都市選考でローマに敗れた）、ヴェネツィア[19]
- サンクトペテルブルク、モスクワ
- パリ
- プラハ - 前哨戦として2016年大会に立候補したものの、2020年大会への立候補を2009年6月に断念した[20]。

## 開催地予測
GamesBids と Around the Rings の2つのサイトは、オリンピック招致に関する専門サイトとして国際的にも有名であり、IOC委員の一部も利用しているため、影響力を持ったサイトとなっている。定期的に招致レースの状況などをふまえて各都市を 0 から 100 あるいは 0 から 110 の数値で開催地を予測し、開催地に選ばれる可能性が高い都市ほど数値が高くなっている。過去の大会でも開催都市を事前に予測して的中させている実績がある。これらの数値を GamesBids では BidIndex、Around the Rings では Power Index と呼ぶ。
| 開催地予測数値 | 開催地予測数値 |            |
| --- | -------------- | ---------- |
| \| 立候補都市 \| BidIndex \| PowerIndex \| \| -------------- \| ------------- \| ---------- \| \| イスタンブール \| 61.96 (61.78) \| 78 (73) \| \| 東京 \| 62.31 (61.07) \| 78 (77) \| \| マドリード \| 56.49 (57.29) \| 72 (73) \| \| ドーハ \| － (53.08) \| － (63) \| \| バクー \| － (43.66) \| － (61) \| |                |            |
| 立候補都市 | BidIndex       | PowerIndex |
| イスタンブール | 61.96 (61.78)  | 78 (73)    |
| 東京 | 62.31 (61.07)  | 78 (77)    |
| マドリード | 56.49 (57.29)  | 72 (73)    |
| ドーハ | － (53.08)     | － (63)    |
| バクー | － (43.66)     | － (61)    |

上記の数値は、BidIndex・Power Index ともに2013年5月27日時点（括弧内は2013年3月1日時点）のもので、2つのサイトを比較した際、東京とイスタンブールが首位を争っている状況が見て取れる。また、2位とそれほど差が無い3番手にマドリードが付け、次いで4番手のドーハを挟んでバクーは大きく遅れをとっている状況となっている。この数値が発表されたあとに行われた IOC による1次選考では、この数値のランキングと同様に上位3都市が通過している。
ATR の1次選考後の分析では、東京は全体的に現状維持か改善傾向が見られるが、Public Support の項目においては6点から4点に下げた。この項目は政府と住民のコミットメントを測る項目であり、東京が選考に残る上で最大の問題点は、国民のオリンピック誘致に向ける熱意が低いことである。マドリードは計画内容を IOC の専門家から絶賛されたために得点を上げたが、同時に経済危機への懸念も言及された（ただしこの項目は元々低かったので点を下げることはなかった）。イスタンブールは同時開催のできない UEFA EURO 2020 の開催予定地に立候補した事等を理由に得点を下げた。
これらの数値は招致レースの状況を詳細に精査した上で定期的に更新される。

### IOC公式文書
- 2020年夏季オリンピックの開催地選考スケジュール発表(2011年5月16日)
- 申請都市の評価報告書(2012年5月23日)
- 立候補都市の評価報告書(2013年6月25日)